# ستيفن بوديتش
ستيفن بوديتش (بالإنجليزية: Steven Bowditch)‏ هو لاعب غولف أسترالي، ولد في 8 يونيو 1983 في نيوكاسل في أستراليا.

## وصلات خارجية
- ستيفن بوديتش على موقع رابطة لاعبي الغولف المحترفين (الإنجليزية)
- ستيفن بوديتش على موقع التصنيف العالمي الرسمي للغولف (الإنجليزية)